# Norzagaray
Norzagaray es uno de los pueblos que componen la provincia de Bulacán en Filipinas.
El pueblo tiene un superficie de 288,52 kilómetros cuadrado. El pueblo está situada 42 kilómetros al nordeste de Manila. 
Según el censo de 2000, su población es de 76,978 habitantes en 15,912 casas.

## Barrios
Norzagaray tiene 13 barrios:
- Bangkal
- Baraka
- Bigte
- Bitungol
- Matictic
- Minuyan
- Partida
- Pinagtulayan
- Población
- San Mateo
- Tigbe
- San Lorenzo
- Friendship Village Resources (FVR)